# Peer vaan den Muggenheuvel tot den Bobberd
Peer vaan den Muggenheuvel tot den Bobberd is de burgervaojer oftewel de 'burgemeester' van het dorp Oeteldonk. De rol wordt sinds november 2004 vertolkt door Roger Schouten. Daarvoor werd de rol 17 jaar lang vertolkt door Piet Lathouwers.

## Het ambt
Als burgervader treedt hij samen met zijn assessor (wethouder) Kees Minkels als gastheer op voor Zijne Koninklijke Hoogheid Prins Amadeiro, die  samen met zijn Adjudant gedurende de carnavalsdagen een bezoek aan zijn domein Oeteldonk brengt. 
De Peer ontvangt op Carnavalszondag om 11.11 uur Prins Amadeiro, die dan aankomt met de Hoftrein op Oeteldonk Centraol. Later die dag houdt de Peer zijn Aonspraok, waarin hij de Prins vertelt van het wel en wee in Oeteldonk in het afgelopen jaar. De Peer is verder de centrale figuur bij veel evenementen. Bijgestaan door assessor Kees Minkels wordt hij hierbij ook vergezeld door de Geminteroad.

## Historie
De functie van Peer is even oud als het dorp Oeteldonk zelf en dateert dus van 1882, een jaar eerder dan Zijne Hoogheid Prins Amadeiro. In dat jaar trachtten jongelieden het reeds eeuwen bestaande vastenavondfeest te veredelen, door er een driedaags toneelstuk van te maken. De stad 's-Hertogenbosch werd het boerendorp Oeteldonk. De burgemeester werd de burgervaojer Peer vaan den Muggenheuvel, wiens naam is afgeleid van het gehucht Mugheuvel. 
Mugheuvel bij Den Dungen was de geboortegrond van Bisschop Mgr. Adrianus Godschalk, die in 1881 het carnavalsfeest probeerde te verbieden. Door de veredeling tot het spel van Oeteldonk, was dat van de baan. 

## Kleding

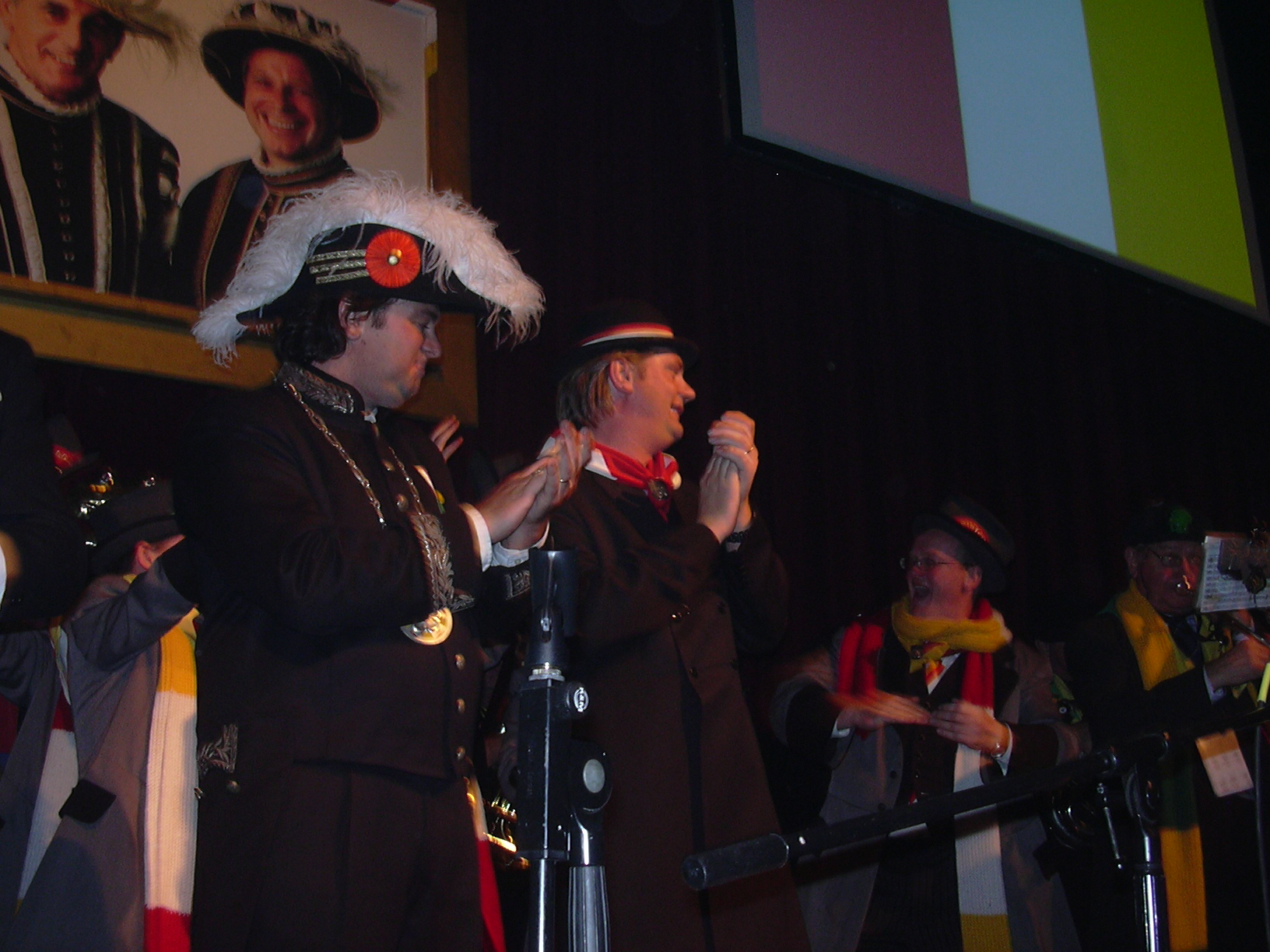
Peer vaan den Muggenheuvel en Kees Minkels, Kwekfestijn 2004

De Peer draagt een officieel burgemeesters-galakostuum, zoals dat in de 19e eeuw (toen Oeteldonk ontstond) gedragen werd. Het kostuum bestaat uit een zwarte pantalon met zilveren bies en slipjas met zilveren borduursel op kraag en manchetten. De Peer draagt een steek met witte veren en rozet, een cape en witte handschoenen.